# Chronos 10
Chronos 10 est une œuvre de l'artiste français Nicolas Schöffer située à Paris, en France. Il s'agit d'une installation motorisée et lumineuse conçue en 1978, placée dans le musée de la sculpture en plein air.

## Description
L'œuvre est une installation. Elle est constituée d'une structure parallélépipédique composée de lames d'acier inoxydable sur lesquelles sont fixées plusieurs tiges supportant des disques réfléchissant. La nuit, la structure est éclairée et les disques sont mis en mouvement par des moteurs.
L'installation repose sur un socle cylindrique blanc, recouvert sur sa partie supérieure d'une lame d'acier.

## Localisation
La sculpture est installée dans le musée de la sculpture en plein air, un lieu d'exposition d'œuvres de sculpteurs de la seconde moitié du XXe siècle, dans le jardin Tino-Rossi, sur le port Saint-Bernard et le long de la Seine, dans le 5e arrondissement de Paris.

## Artiste
Nicolas Schöffer (1912-1992) est un artiste français.